# Oliver Pettke
Oliver Pettke (* 30. April 1975, als Oliver Kowalski) ist ein ehemaliger deutscher Squashspieler und heutiger Squashtrainer.

## Karriere
Oliver Pettke war mehrere Jahre als professioneller Squashspieler aktiv und erreichte auf der PSA World Tour ein Finale, ohne einen Titel zu gewinnen. Seine höchste Platzierung in der Weltrangliste erreichte er mit Position 72 im Januar 2000. Im selben Jahre wurde er deutscher Landesmeister. Ab 1991 war er zunächst Teil der Junioren-Nationalmannschaft, ehe er anschließend bis 2002 in der A-Mannschaft antrat. So gehörte er 1997 und 1999 zum deutschen Aufgebot bei der Weltmeisterschaft und nahm auch mehrfach an Europameisterschaften teil. Er vertrat Deutschland außerdem sowohl 1997 bei den World Games als auch 1999 beim WSF World Cup.
Von 2003 bis 2006 leitete er den Sport-Treff in Mülheim an der Ruhr. Im Januar 2007 wurde Oliver Pettke vom Deutschen Squashverband zum Bundestrainer ernannt. Als solcher betreut er sowohl die Junioren- als auch die Herren- und Damenmannschaften.
Oliver Pettke ist verheiratet und hat ein Kind.

## Erfolge
- Deutscher Einzelmeister: 2000
- Deutscher Mannschaftsmeister mit CW Bonn/Mülheim: 2004